# مسرشمیت ام۱۷
ام ۱۷ (به انگلیسی: Messerschmitt_M_17) یک هواگرد ملخ‌پیشین تک‌موتوره از نوع ورزشی ساخت شرکت Flugzeugbau Messerschmitt Bamberg است. هواگرد ام ۱۷ نخستین پروازش را در ژانویه ۱۹۲۵ میلادی انجام داد. این هواگرد در سال ۱۹۲۵ میلادی رسماً معرفی گردید. در مجموع، تعداد ۸ فروند از این هواگرد ساخته شده‌است.
طراح این هواگرد، ویلی مسرشمیت بود.